# Poltergeist (banda)
Poltergeist es una banda de thrash metal suiza formada en 1983 como Carrion, nombre con el que publicaron un disco titulado "Evil Is There!" en 1986. A la llegada del vocalista André Grieder, la banda cambia de nombre a Poltergeist, y el antiguo vocalista V.O. Pulver pasa a concentrarse únicamente en la guitarra.
Antes de su separación la banda lanzó 3 álbumes, 2 de ellos a través de la famosa disquera Century Media Records. En 1990, la banda alcanzó cierta notoriedad cuando el vocalista André Grieder reemplazó a Marcel Schmier en Destruction en el álbum Cracked Brain, siendo considerado este el único álbum oficial de los alemanes en el que Schmier no está presente.
Nunca llegaron a pasar del estatus de ser una banda underground. Tras su desmembramiento en 1995, los integrantes alternaron en diferentes bandas suizas y alemanas, como Krokus, Mekong Delta y Messiah, hasta anunciar su regreso con Poltergeist en 2013. En octubre de 2016 la banda lanzó su nuevo álbum "Back to the hunt".

## Discografía
- Evil Is There! (como Carrion,1986)
- Depression (1989)
- Behind My Mask (1991)
- Nothing Lasts Forever (1993)
- Back to haunt (2016)